# شهرداری تارفال
شهرداری تارفال (انگلیسی: Tarrafal, Cape Verde) یک کنسلخو (شهرداری) در کیپ ورد است. این شهرداری در بخش شمالی جزیره سانتیاگو واقع شده است. مرکز آن شهر تارفال است. جمعیت آن طبق سرشماری ۲۰۱۰، ۱۸٬۵۶۵ نفر بوده است و مساحت آن ۱۲۰٫۸ کیلومتر مربع است.

## تاریخ
این شهرداری در سال ۱۹۱۷ تأسیس شد، زمانی که دو پارشیا شمالی شهرداری قدیمی سانتا کاترینا جدا شده و شهرداری تارفال را تشکیل دادند. در سال ۱۹۹۷، بخش جنوب‌شرقی شهرداری تارفال جدا شده و شهرداری سائو میگوئل را تشکیل داد. تحت حکومت آنتونیو سالازار، اردوگاه کار اجباری تارفال در دشت جنوبی شهر (چاو بوم) برای نگهداری مخالفان رژیم سیاسی ساخته شد.